# Rest Stop
Rest Stop е американски филм на ужасите, продукция на Уорнър Студиос.
 Внимание:  Текстът по-долу разкрива сюжета на произведението (или части от него)!
Никол Кароу и приятелят и Джес Хилтс тръгват на пътешествие до Лос Анджелис. По пътя спират на една Почивна спирка. Джеси изчезва и Никол остава сама. Оказва се, че мъж с жълт пикап с номер KZL 303 я преследва. и Там има само една обществена тоалетна, която Никол използва за да се крие от маниакът, който я преследва. В тоалетната тя намира послания от другите преследвани от KZL 303. Полицията не помага, а единственият приятел, който намира е Трейси Крес, която е пленничка на KZL 303 още от 1971 г., която и разказва на какви мъчения е подлагана. Дали и Никол ще преживее ужаса на Трейси?